# 黃浩然 (導演)
黃浩然（英文：Amos Wong Ho Yin，筆名Amos WHY，1971年—），香港電影導演、香港都會大學人文社會科學院高級講師，前香港男子曲棍球隊代表。

## 經歷
1993年獲香港演藝學院科藝學院電視電影文憑，畢業後任香港有線電視體育組助導，其後任職多家電影公司及廣告公司，又轉職任報刊及網站記者和編輯。2000年後，通過香港電台的外判計劃，自編自導超過10部外判記錄片及單元劇，如《以棍連心》（2002）、《賓順漂流記》（2003）、《獅子山下》之〈第一封電郵〉（2006）、《我們的嚤囉廟》（2010）等，先後獲得香港理工大學設計學院多媒體科藝理學碩士、香港中文大學教育學院體育學文學碩士。曾在2004至2006年入選香港男子曲棍球隊，代表香港參加第十届全國運動會，於2008年北京奧運會、2012年倫敦奧運會期間，為香港有線電視擔任曲棍球評述。2012年，執導首部劇情長片《點對點》，獲第34屆香港電影金像獎新晉導演提名。2013年，與電影製片人鄺珮詩結婚。

## 執導作品

### 電影
- 2014年：《點對點》
- 2018年：《逆向誘拐》
- 2022年：《緣路山旮旯》
- 2023年：《全個世界都有電話》

### 短片
- 《四段四分鐘》（與林子穎合導）
- 《老家》